# Shu Kurata
Shu Kurata (倉田 秋, Kurata Shu, Takatsuki, 26 november 1988) is een Japans voetballer die als middenvelder speelt bij Gamba Osaka. Hij stroomde in 2007 door vanuit de jeugd van Gamba Osaka. Kurata debuteerde in 2015 in het Japans voetbalelftal.

## Statistieken
| Japans voetbalelftal | Japans voetbalelftal | Japans voetbalelftal |
| Jaar                 | Wed.                 | Dlp.                 |
| -------------------- | -------------------- | -------------------- |
| 2015                 | 1                    | 0                    |
| 2016                 | 0                    | 0                    |
| 2017                 | 8                    | 2                    |
| Totaal               | 9                    | 2                    |